# Гелла

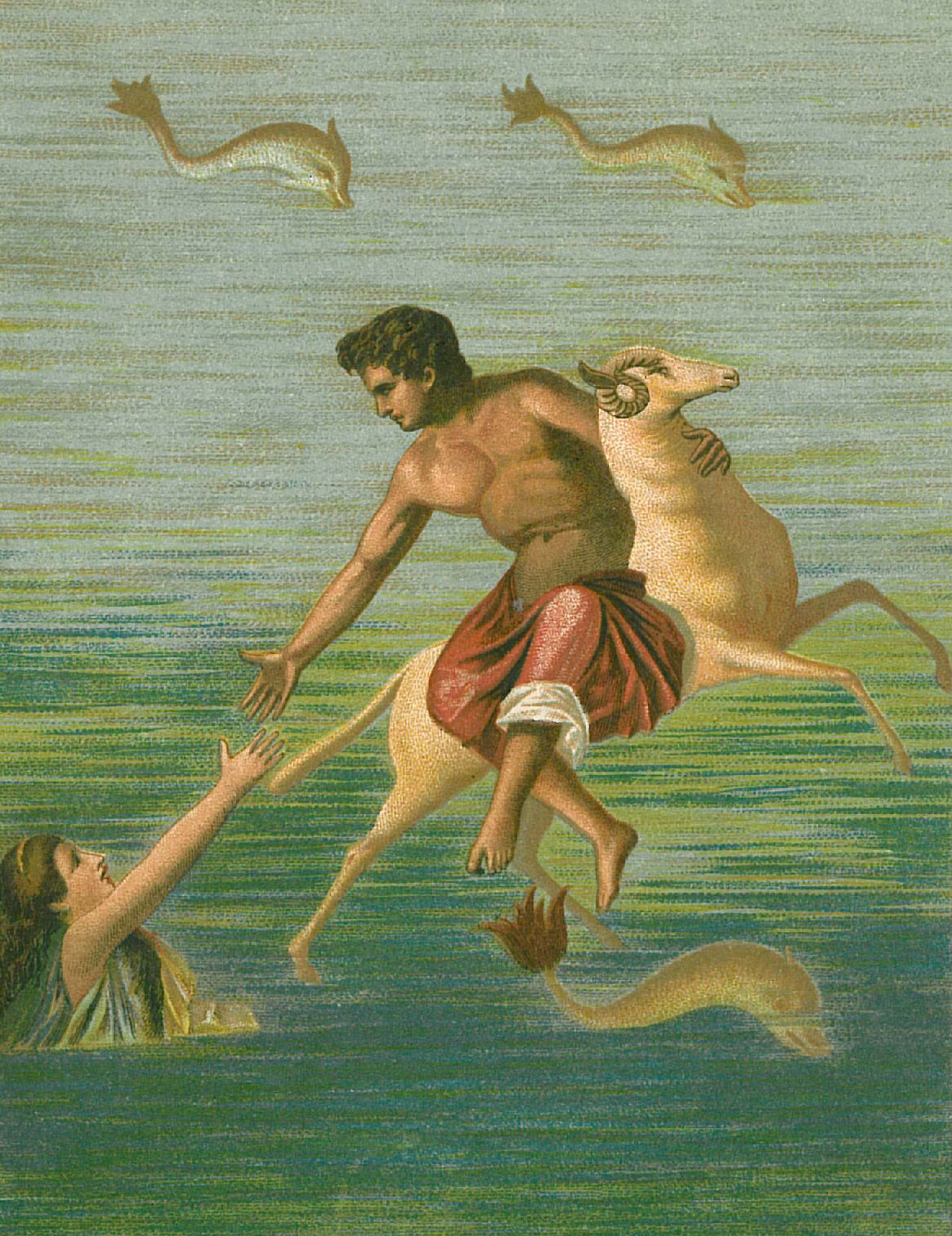
Фрікс та Гелла тікають на золоторунному барані

Ге́лла (грец. Έλλη) — у давньогрецькій міфології — дочка Атаманта й Нефели, сестра Фрікса. Разом із братом мала бути принесена в жертву Зевсові, щоб врятувати країну від посухи, яку викликала їхня мачуха, підступна Іно. Втікаючи з Фріксом на золоторунному барані до Колхіди, упала в море, яке на її честь названо Геллеспонтом, тобто Морем Гелли (тепер Дарданелли).
Геллами на острові Лесбосі в давньогрецьких легендах називали передчасно загиблих дівчат-вампірів